# Sardar Vallabhbhai Patel International Airport
Sardar Vallabhbhai Patel International Airport (engelska: Ahmadabad Airport, marathi: सरदार वल्लभभाई पटेल आंतरराष्ट्रीय विमानतळ, malayalam: സർദാർ വല്ലഭായി പട്ടേൽ അന്താരാഷ്ട്രവിമാനത്താവളം, hindi: सरदार वल्लभभाई पटेल अंतर्राष्ट्रीय विमानक्षेत्र, gujarati: સરદાર વલ્લભભાઈ પટેલ આંતરરાષ્ટ્રીય હવાઈ મથક) är en flygplats i Indien.   Den ligger i distriktet Ahmadābād och delstaten Gujarat, i den västra delen av landet, 800 km sydväst om huvudstaden New Delhi. Sardar Vallabhbhai Patel International Airport ligger 57 meter över havet.
Terrängen runt Sardar Vallabhbhai Patel International Airport är mycket platt. Runt Sardar Vallabhbhai Patel International Airport är det mycket tätbefolkat, med 10 000 invånare per kvadratkilometer. Närmaste större samhälle är Ahmedabad, 7,5 km sydväst om Sardar Vallabhbhai Patel International Airport. Runt Sardar Vallabhbhai Patel International Airport är det i huvudsak tätbebyggt.